# My Fair Lady (film)
My Fair Lady is een Amerikaanse film uit 1964 geregisseerd door George Cukor, met in de hoofdrollen Audrey Hepburn en Rex Harrison. 
De film was een succes in de bioscopen en bracht 72 miljoen dollar op. De film werd bekroond met onder meer acht Oscars en drie Golden Globes. De film staat op plaats 91 in AFI's 100 Years... 100 Movies, een lijst van de 100 beste Amerikaanse films aller tijden, samengesteld door het American Film Institute (AFI).
Het scenario van de film is gebaseerd op de gelijknamige musical My Fair Lady van Alan Jay Lerner en Frederick Loewe uit 1956. Het verhaal werd eerder verfilmd, als Pygmalion (1938). Deze film is echter gebaseerd op de oorspronkelijke bron van het verhaal, het toneelstuk Pygmalion (1912) van George Bernard Shaw. Een deel van de film My Fair Lady, waaronder het einde, is, net als de musical, gebaseerd op de filmversie van Pygmalion en niet op het oorspronkelijke toneelstuk.

## Verhaal
Londen, 1912. Henry Higgins, een professor in de fonetiek schuilt voor de stromende regen onder het afdak van een theater. Daar ontmoet hij kolonel Pickering, net terug uit India, die fonetiek als hobby heeft. Ze raken met elkaar in gesprek. Higgins stelt dat het accent van iemand zijn positie in de samenleving bepaalt en dat hij iedere willekeurige vrouw kan leren om behoorlijk te spreken en haar vervolgens kan presenteren als een hertogin op het bal van de ambassadeur. Als voorbeeld wijst hij een passerend bloemenverkoopstertje. Dit meisje, Eliza Doolittle heeft een zwaar accent, maar volgens Higgins is dat geheel geen bezwaar. 
Niet lang daarna klopt Eliza aan bij het huis van Higgins en vraagt of ze spraaklessen kan volgen. Ze is zelfs bereid om één shilling per les te betalen. Higgins moet hier om lachen want hij is gewend aan een hogere beloning voor spraakles. Pickering, die inmiddels logeert bij Higgins, is echter geïntrigeerd geraakt door het idee van Higgins om een bloemenmeisje om te toveren in een hertogin. Hij wedt met Higgins dat het hem niet zal lukken om Eliza binnen zes maanden te laten doorgaan voor een hertogin.
Eliza begint aan haar spraaklessen en bezorgt Higgins de nodige hoofdpijn met haar afgrijselijke accent. Ze krijgt zelfs knikkers in haar mond, en slikt er prompt een in. Net op het moment dat Higgins wil opgeven, lukt het Eliza om accentloos te spreken. Om haar te testen neemt Higgins haar mee naar de paardenrennen in Ascot. Maar dan blijkt dat Eliza wel accentloos praat, maar nog altijd de omgangsmanieren van een achterbuurt heeft. Ze wordt dus bijgeschaafd door kolonel Pickering en is op tijd klaar voor het bal van de ambassadeur, waar ze danst met de prins van Transsylvanië.
Na afloop feliciteert iedereen Higgins, maar niemand prijst Eliza. Ze loopt weg en zoekt troost bij de jonge Freddy Eynsford-Hill, die ze heeft ontmoet in Ascot. Ze bezoekt haar oude buurtje, maar merkt dat ze inmiddels daar niet meer thuishoort. Ze gaat terug naar Higgins en kondigt aan te trouwen met Freddy en zelf spraakles te gaan geven. Higgins is razend en voelt zich verraden, maar Eliza is vastbesloten en vertrekt. Weer alleen realiseert Higgins zich dat hij verliefd is op het meisje. Net als hij het wil opgeven, komt Eliza weer terug. Ze blijken toch van elkaar te houden.

## Rolverdeling

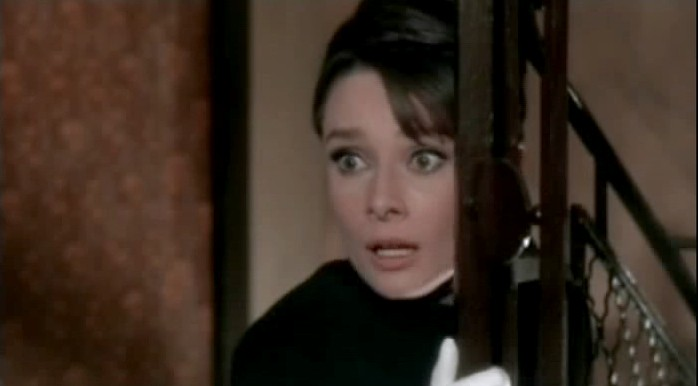
Audrey Hepburn, hier in een scène van de film Charade (1963)

| Acteur                  | Personage               |
| ----------------------- | ----------------------- |
| Audrey Hepburn          | Eliza Doolittle         |
| Rex Harrison            | Professor Henry Higgins |
| Stanley Holloway        | Alfred P. Doolittle     |
| Wilfrid Hyde-White      | Kolonel Hugh Pickering  |
| Gladys Cooper           | Mevrouw Higgins         |
| Jeremy Brett            | Freddy Eynsford-Hill    |
| Theodore Bikel          | Zoltan Karpathy         |
| Mona Washbourne         | Mevrouw Pearce          |
| Isobel Elsom            | Mevrouw Eynsford-Hill   |
| John Holland als butler |                         |

## Voorgeschiedenis

### Pygmalion
Auteur George Bernard Shaw schreef in 1913 het toneelstuk gebaseerd op de mythische beeldhouwer Pygmalion. Pygmalion was een beeldhouwer die een ivoren beeld van de perfecte vrouw vervaardigde. Hij werd verliefd op het beeld en overlaadde het met juwelen en cadeaus. Later schonk de Griekse godin van de liefde Aphrodite leven aan het beeld. In het stuk van Shaw is professor Higgins bezig om de perfecte aristocratische vrouw te scheppen door een volksmeisje spraakles te geven en opnieuw te kleden. Shaw wilde hiermee een satire schrijven op de Britse aristocratie om aan te geven dat adel zich alleen door geboorte onderscheidt van de lagere klasse.
In 1938 werd het toneelstuk onder dezelfde titel verfilmd door Anthony Asquith met Leslie Howard als professor Higgins.

### De toneelmusical
Verschillende schrijvers waaronder Richard Rodgers en Oscar Hammerstein II probeerden Pygmalion om te werken tot musical. Lange tijd werd het als een onmogelijk project gezien vanwege de literaire dialogen en het emotieloze personage van professor Higgins, geen van beide musicalmateriaal. Een ander beroemd schrijversduo Alan Jay Lerner en Frederick Loewe wist wel een bewerking te maken. Zij lieten de dialogen van Shaw vrijwel geheel intact en pasten het personage van Higgins aan. Ze herschreven de rol met acteur Rex Harrison voor ogen, een groot acteur, maar geen groot zanger. De liedjes die voor het personage Higgins zijn geschreven, worden dan ook meer gesproken. Op 15 maart 1956 was de première van de musical in het Mark Hellinger Theater in New York onder de titel My Fair Lady. De hoofdrollen waren voor Rex Harrison (Higgens), Julie Andrews (Eliza) en Stanley Holloway (Doolittle). Het stuk haalde 2717 voorstellingen en liep tot september 1962.

### Titel
De musical kreeg de titel My Fair Lady. Lerner en Loewe hadden gespeeld met meerdere titels, bijvoorbeeld Fanfaroon en Lady Liza. De laatste titel was een reflectie van Eliza, de vrouwelijke ster van de show. Maar al bij het schrijven was de rol van Higgins gegroeid en toen duidelijk was dat Rex Harrison dit personage zou spelen, wilden de schrijvers benadrukken dat hij de ster was. Eliza is de 'fair' (mooie) lady (vrouw) van Higgins, 'my fair lady' (mijn mooie dame). Lerner ontleende de woorden 'My Fair Lady' overigens aan het kinderliedje "London Bridge is falling down": London Bridge is falling down/Falling down, falling down/London Bridge is falling down/My fair Lady. Een andere mogelijke herkomst van de naam is de verbastering van de naam van de dure wijk Mayfair in Londen. De inwoners van Londen met een cockneyaccent spraken Mayfair uit als Me Fair of Ma Fair tot uiteindelijk My Fair. Of Alan Jay Lerner dit echt heeft aangegrepen voor de titel, is echter niet zeker. Geen enkele locatie uit de musical speelt in Mayfair (noch Winpole Street, noch Convent Garden). Mayfair is echter wel de chicste wijk in Londen. Mayfair zou dan slaan op de transformatie van Eliza van de 'sloppen' naar de Mayfair, tot een echte Mayfair lady. Het verhaal gaat dat Eliza Doolittle in de oorspronkelijk opzet van de musical de tekst kreeg: "I don't want to be your Mayfair Lady", en dat deze tekst later werd geschrapt. Maar er is geen bevestiging in Lerners boeken over de musical te vinden dat dit ook werkelijk zo was.

### Jack Warners grote liefde
In februari 1962 betaalde studiobaas Jack L. Warner van Warner Brothers 5,5 miljoen dollar voor de filmrechten. Pas in 1978 zou Columbia Pictures meer betalen voor filmrechten (9,5 miljoen dollar voor de musical Annie). Warner was in de ban van My Fair Lady sinds de openingsavond in maart 1956. Het werd schertsend zijn grote liefde genoemd. De houder van de rechten (CBS) was gebonden aan een clausule in het contract dat een eventuele verfilming moest wachten totdat de toneelmusical op Broadway zou sluiten. Warner kocht de rechten echter al in februari 1962, bang dat de concurrentie hem voor zou zijn. CBS kreeg ook vijftig procent van de winst (als er meer dan 20 miljoen aan inkomsten zouden zijn). CBS eiste ook dat Cecil Beaton, die alle ontwerpen voor de musical had gedaan als ontwerper van sets, decors en kostuums van de film zou worden aangetrokken. Warner trok een enorm bedrag uit voor de verfilming (het budget liep op tot 17 miljoen dollar) en hij beloofde de studio dat alles uit de kast zou worden getrokken om er een spetterende productie van te maken, te beginnen met de acteurs. 

## Acteurs
De keuze van de acteurs in een gigantische productie als My Fair Lady was geen simpele opgave. Oorspronkelijk wilde Jack Warner de originele acteurs van de Broadwaymusical overnemen met Julie Andrews, Rex Harrison en Stanley Holloway. Maar later begon hij te twijfelen en begon er een zenuwslopende stoelendans rond de grote rollen in de film: Eliza, Higgins en Doolittle.

### Eliza Doolittle
Julie Andrews werd gezien als de logische keuze voor Eliza Doolittle. Ze had de rol zes jaar op Broadway gespeeld en was behalve een goede actrice ook een uitstekende zangeres. Jack Warner ging echter twijfelen. Hij wilde sterren in zijn film en Andrews was relatief onbekend, zeker als filmactrice (ze moest haar eerste film nog maken). Zowel Alan Jay Lerner als Rex Harrison drongen er bij Warner op aan om Andrews te kiezen. Maar Warner besloot dat Julie Andrews niet fotogeniek genoeg was en ging op zoek naar een andere actrice. Aanvankelijk gooide actrice Shirley Jones hoge ogen, maar zij viel af. Actrices als Elizabeth Taylor en Connie Stevens deden hun uiterste best om de rol te krijgen, maar Warners oog viel op Audrey Hepburn. Hepburn was een ster in 1963 en had rollen gespeeld in succesvolle films, waaronder The Nun's Story; een Warner Brothersproductie uit 1959. Rex Harrison zag aanvankelijk weinig in Hepburn. Hij vond haar veel te veel een dame en te weinig een volksmeisje. Hepburn, een dochter van een barones, had inderdaad merendeels rollen gespeeld van aristocraten en rijke meisjes. Maar Warner was onverbiddelijk, Audrey Hepburn zou de film de noodzakelijke "sterrenkracht" geven. Hij betaalde de actrice zelfs 1 miljoen dollar voor haar rol.

### Professor Higgins
De rol van professor Higgins was op het lijf van veteraan Rex Harrison geschreven. Harrison speelde de rol van Higgins op Broadway en leek dé kandidaat voor de rol in de film. Maar ook hier twijfelde Warner. Hij had de acteur gezien in zijn rol van Caesar in de film Cleopatra en vond hem te oud voor de rol van Higgins en als de geliefde van Eliza (die negentien is in de film, Audrey Hepburn was overigens al vijfendertig tijdens de opnamen). Daarom vroeg hij Peter O'Toole, maar die vroeg een te hoog salaris en viel af. De volgende kandidaat was Cary Grant, maar die voelde zichzelf te oud en was bovendien een groot voorstander van Rex Harrison als Higgins. Hij zei tegen Warner dat als Harrison niet zou worden ingehuurd als Higgins, hij niet van plan was de film te zien. Warner trok zich hier weinig van aan, en polste achtereenvolgens Noël Coward, Rock Hudson, Michael Redgrave, George Sanders, Laurence Olivier en Richard Burton. Intussen stuurde Rex Harrison een brief naar Jack Warner waarin hij vertelde dat hij voor de rol van Caesar in Cleopatra ouder was gemaakt en stuurde wat foto's waarop hij zonder de pruik van Caesar te zien was. Regisseur George Cukor, die inmiddels was aangetrokken, kreeg nu van Warner de opdracht om Harrison een auditie af te nemen. Maar de acteur weigerde auditie te doen en stuurde enige polaroids van zichzelf waarop hij naakt te zien was. Cukor zag hier de humor wel van in en kreeg Warner zover Harrison te kiezen. De acteur kreeg een belachelijk laag bedrag in vergelijking met Audrey Hepburn, 200.000 dollar, maar desondanks was hij blij met de rol.

### Alfred Doolittle
Het was Stanley Holloway die de rol van Alfred Doolittle vertolkte op Broadway (en later in Londen). Hij leek ook de gedoodverfde kandidaat voor de rol in de film. Maar ook hier was Warner niet overtuigd. Hij zocht sterren en bood de rol aan filmlegende James Cagney aan. Cagney was geïnteresseerd (hij zong regelmatig liedjes uit My Fair Lady op feestjes), maar trok zich op het laatste moment terug. Hij was al met pensioen en zag op tegen een nieuwe zware filmsessie met Jack Warner, zijn oude baas. Warner twijfelde niet verder en huurde Holloway in.

## Productie

### Regie
Jack Warner had besloten om Vincente Minnelli in te huren voor de regie, maar die vroeg een te hoog salaris. Hierop benaderde Warner regisseur Joshua Logan, maar die had weer te aparte ideeën. Logan wilde bijvoorbeeld opnames op locatie maken in Londen en niet alleen in de studio. Vervolgens benaderde Warner George Cukor en legde hem vast. Op 13 augustus 1963 ging Cukor van start.

### Ontwerpen, kostuums en decors
Cecil Beaton was aangetrokken voor de setaankleding en kostuums. Hij had hetzelfde gedaan voor de Broadwayproductie en was de aangewezen man voor het karwei. Beaton was bijvoorbeeld verantwoordelijk voor de inrichting van de bibliotheek van Higgins, waar veel scènes zich afspelen. Hij kreeg inspiratie na het zien van een kamer in het Château de Groussay, Montfort-l'Amaury, in Frankrijk. Later zou Gene Allen ook verantwoordelijk voor de setinrichting en -aankleding zich beklagen over het feit dat Beaton alle eer kreeg, terwijl hij eigenlijk alleen de kostuums ontwierp. Maar Beaton had in zijn contract laten opnemen dat het ontwerpen van sets zijn verantwoordelijkheid was. Gene Allen was echter degene die alle sets bouwde en het Londen uit 1912 weer tot leven riep. Hij had een onbeperkt budget en mocht alle sets bouwen en inrichten zonder op de kosten te letten. Zo zijn alle straten met hun klinkers opgebouwd uit individuele stenen, die niet - zoals gewoonlijk bij filmproducties - uit dezelfde mal komen. Gene Allen liet alle gebouwen verschillende malen verven om een groezelige, verweerde indruk te krijgen. Beaton op zijn beurt ontwierp de meest briljante kostuums uit zijn carrière, met name de jurken van Audrey Hepburn waren kunststukjes.

### Opnamen
George Cukor en Cecil Beaton kregen regelmatig ruzie tijdens de opnamen. Het was een ordinaire machtsstrijd. Beaton zag zichzelf als de beschermer van Lerner en Loewes toneelproductie, en als een groot creatief talent, terwijl Cukor zichzelf zag zichzelf als een grote regisseur, een talent, iemand die graag de touwtjes in handen hield. De ruzie zou na de film voortduren en nog in 1973 deed Beaton Cukor een proces aan wegens laster na diens uitspraken in een televisieprogramma. Maar Cukor hield in 1963 de touwtjes stevig in handen en rondde de productie in vier maanden af op 18 december 1963. Zijn efficiency bleek uit allerlei voorbereidingen. Zo waren er trams uit amusementsparken ingehuurd waarmee de figuranten werden vervoerd tussen de kleedkamers en de sets. Dit om te voorkomen dat de vaak kostbare kostuums vervuild of beschadigd raakten. Ook had Cukor op verzoek van Audrey Hepburn het draaiboek zo opgezet dat alle scènes in chronologische volgorde werden opgenomen, zodat de actrice kon groeien in haar rol. Voor Hepburn waren de zwaarste scènes die van Eliza Doolittle als volks bloemenmeisje. Haar transformatie van bloemenmeisje tot prinses vergde overigens het nodige van Hepburn. Met name de scènes waarin ze een meisje uit de achterbuurten moet spelen, waren zwaar. Ze verloor vier kilo tijdens de opnamen. Met een soort petroleumgelatine en klei werd haar haar bewerkt tot het kapsel van het bloemenmeisje. Cecil Beaton stelde voor dat ze gewichten op haar enkels zou dragen, zodat ze wat slungelig zou lopen en niet zo statig als ze gewend was. Ondanks het feit dat Cukor efficiënt en snel werkte, bleef hij letten op details. Ontevreden over de Ascotscène vroeg hij aan Jack Warner om deze opnieuw op te nemen. Warner schrok zo van de kosten dat hij botweg weigerde. Cukor bleef aanhouden, waarna Warner de set liet ontmantelen.

## Muziek

### Liedjes
De volgende nummers zijn in de film te horen:
- "Overture"
- "Why Can't the English?" - gezongen door Rex Harrison
- "Wouldn't It Be Loverly?" - gezongen door Marni Nixon en ensemble
- "An Ordinary Man" - gezongen door Rex Harrison
- "With a Little Bit of Luck" - gezongen door Stanley Holoway en ensemble
- "Just You Wait" - gezongen door Marni Nixon
- "Servants Chorus" - gezongen door Mona Washbourne en ensemble
- "The Rain in Spain" - gezongen door Marni Nixon, Rex Harrison en Wilfrid Hyde-White
- "I Could Have Danced All Night" - gezongen door Marni Nixon, Mona Washbourne en ensemble
- "Ascot Gavotte" - gezongen door ensemble
- "Ascot Gavotte (Reprise)" - gezongen door ensemble
- "On the Street Where You Live" - gezongen door Bill Shirley
- "Intermission" - instrumentaal
- "Transylvanian March" - instrumentaal
- "Embassy Waltz" - instrumentaal
- "You Did It" - gezongen door Rex Harrison, Mona Washbourne, Wilfrid Hyde-White, ensemble
- "Just You Wait (Reprise)" - gezongen door Marni Nixon
- "On the Street Where You Live" (reprise) - gezongen door Bill Shirley
- "Show Me" - gezongen door Marni Nixon
- "Wouldn't It Be Loverly" (reprise) - gezongen door Marni Nixon en ensemble
- "Get Me to the Church on Time" - gezongen door Stanley Holloway en ensemble
- "A Hymn to Him (Why Can't A Woman Be More Like a Man?)" - gezongen door Rex Harrison, Wilfrid Hyde-White
- "Without You" - gezongen door Rex Harrison en Marni Nixon
- "I've Grown Accustomed to Her Face" - gezongen door Rex Harrison
- "Finale" - gezongen door ensemble

### Volgorde van de liedjes
My Fair Lady is een van de weinige verfilmingen van een toneelmusical waarin vrijwel alle liedjes zijn overgenomen en zelfs in dezelfde volgorde als bij het origineel. Het enige nummer dat afwijkt is "With a Little Bit of Luck" dat in het theater als derde nummer werd opgevoerd, in de film is het liedje nummer vier. 
Het instrumentale nummer "Busker Sequence", dat in de toneelversie als eerste nummer na de "Ouverture" komt is het enige nummer dat niet in de film is opgenomen. Delen van het nummer komen overigens wel terug als achtergrondmuziek in andere delen van de film. In het nummer "With a Little Bit of Luck" is verder wat tekst weggelaten, en wel de zin "He does not have a Tuppence in his pocket". Het instrumentale nummer "Intermission" komt in de toneelversie achter de dansscène op het bal van de ambassadeur, terwijl het nummer in de film voor de dansscène op het bal is geplaatst.

### Zingen met de stem van een ander
Audrey Hepburn was voor de rol van Eliza Doolittle gekozen vanwege haar kwaliteiten als actrice en haar status als ster. Ze had een prettige zangstem, zoals is te horen in verschillende films, bijvoorbeeld in de filmmusical Funny Face uit 1957. Jack Warner ontdekte echter al snel dat de stem van Hepburn niet zo goed was als die van bijvoorbeeld Julie Andrews, die de rol van Eliza op Broadway had gespeeld. Hoewel Hepburn intensief werd gecoacht en keihard werkte aan haar zangstem, bleek ze niet te voldoen aan de speciale eisen die de liedjes van Lerner en Loewe vereisen. De zangstem van Eliza Doolittle is een partij voor een sopraan en Hepburn was een "lage" mezzosopraan. Ze kon nooit goed de hoge noten halen die sommige nummers vragen. Een oplossing voor dit probleem was het transponeren van de muziek naar een lagere toonsoort. Dit was ook gedaan voor Vanessa Redgrave voor de opnamen van de musical "Camelot" (1967). Maar er mocht van Lerner en Loewe niet worden gemorreld aan de muziek en de tekst. Aanvankelijk liet Warner zijn ster haar gang gaan en Hepburn deed haar best op de relatief simpele nummers als "Wouldn't It Be Loverly". Halverwege de opnamen kwam regisseur George Cukor haar vertellen dat Jack Warner had besloten een andere zangeres in te huren om de zangpartijen opnieuw in te  zingen. Hepburn was in alle staten toen ze dit hoorde en vluchtte weg van de set. Wat ze niet wist was dat Warner had gevraagd aan Ray Heinsdorf, de muzikale regisseur van de productie, om Marni Nixon in te huren. Audrey Hepburn keerde de volgende dag weer terug en bleef als een professional gewoon doorgaan met haar werk, maar de kwestie had haar erg geraakt. Een andere acteur die merkte dat zijn stem niet goed genoeg was, was Jeremy Brett die de rol van Freddy speelde. Hij merkte pas tijdens de première dat Bill Shirley zijn zangpartijen opnieuw had ingezongen.
Voor My Fair Lady moest Nixon zich het cockneyaccent eigen maken. Overigens is het niet zo dat Nixon Audrey Hepburns zangpartijen allemaal opnieuw heeft ingezongen. Ongeveer tien procent van de zangstem van Eliza Doolittle komt van Audrey Hepburn. Met name in de nummers "Just You Wait", "The Rain in Spain" en de intro van "I Could Have Danced All Night" is Audrey Hepburn zelf te horen.

### Rex Harrison zingt "live"
Lerner en Loewe hadden de liedjes die het personage Henry Higgins in de musical zingt geschreven met Rex Harrison voor ogen. De acteur was geen zanger en de meeste liedjes zijn meestal gesproken-gezongen. Het probleem bij de film was echter dat Harrison niet in staat was om zijn prestatie te herhalen toen de liedjes opnieuw werden ingezongen in de postproductie. Om die reden zong Harrison zijn liedjes tijdens de filmopnamen 'live'. Hij werd voorzien van een van de eerste draadloze microfoons (verborgen onder zijn stropdas) en is de enige van de acteurs die live is opgenomen.

## Restauratie
In 1994 verkeerde de 'master', de originele versie van de film in een verschrikkelijke staat en stond op het punt om geheel of gedeeltelijk te vergaan. Robert A. Harris kreeg in dat jaar de opdracht de film te restaureren. Harris gebruikte verschillende methodes zoals digitalisering om de filmprent te redden. Het 65 mm negatief werd opnieuw gescand en beelden die aangetast waren werden gereconstrueerd met behulp van de computer. Ook het geluid werd aangepakt aangezien alleen de zes track magnetische mastertape voor de 70 mm kopieën van de film nog bestond. Ook hier werd alles digitaal gescand en opgepoetst. Het proces duurde zes maanden en kostte 600.000 dollar.

## Prijzen

#### Oscars
- Oscar voor beste film
- Oscar voor beste regie
- Oscar voor beste mannelijke hoofdrol
- Oscar voor beste camerawerk
- Oscar voor beste geluid
- Oscar voor beste originele muziek
- Oscar voor beste kostuumontwerp

#### Golden Globes
- Golden Globe voor beste film - musical of komedie
- Golden Globe voor beste regisseur
- Golden Globe voor beste acteur in een film - musical of komedie

#### BAFTA's
- BAFTA voor beste film